# Toruńska Fabryka Farb Graficznych Atra
 Toruńska Fabryka Farb Graficznych Atra – dawna fabryka produkująca farby graficzne mieszcząca się przy ulicy Bolesława Chrobrego 117 na Mokrem w Toruniu.
Fabryka została uruchomiona 6 grudnia 1922 roku. Należała ona do Wacława Taniewicza i Władysława Mentkowskiego. Zajmowała powierzchnię 3500 m². Jej projektantem był dr M. Nawrowski. Produkowano w nim farby i pokosty graficzne. Do lat 30. w fabryce pracowało ok. 20–30 pracowników, w latach 1934–1938 liczba pracowników wzrosła do ok. 40. W czasie II wojny światowej Niemcy wywieźli z zakładu urządzenia produkcyjne, natomiast w marcu 1945 roku, pod nadzorem dyrektora Fabryki Farb nr 2 w Moskwie, Piotra Fiedorowa, Atra została ograbiona przez żołnierzy Armii Czerwonej, którzy wywieźli z niej 35 urządzeń, w tym 27 maszyn do rozrabiania farb oraz 10 ton gotowych farb i 150 ton surowców.
Po 1989 roku fabrykę sprywatyzowano. Od 2008 roku należy ona do firmy PAK.
Budynki zakładowe z okresu międzywojennego wpisane są do gminnej ewidencji zabytków (nr 1582).